# Альбідум
«Альбідум» (інші назви: «Цезіум 54», «Чорна п'ятниця на Чиказькій біржі», «Перемога над сонцем», «Степова красуня») — радянський художній фільм-драма 1928 року, знятий режисером Леонідом Оболенським на кіностудії «Межрабпомфільм». Збереглася 1-а частина.

## Сюжет
Актор Володимир Уральський створив образ вченого, прототипом якого був Микола Вавилов. Це була велика творча удача актора, фільм мав успіх. Але коли Вавилов був оголошений ворогом народу, фільм зняли з прокату, а Володимир Уральський до кінця своїх днів не міг примиритися з цим фактом.

## У ролях
- Ольга Жизнєва — Віра Ширяєва, агроном
- Галина Кравченко — Сесіль
- Сергій Ценін — Пєрсов
- Олександр Громов — Євсеїч, голова сільради
- Володимир Уральський — Леонов, агроном
- Володимир Цоппі — американський фермер

## Знімальна група
- Режисер — Леонід Оболенський
- Сценарист — А. Брагін
- Оператори — Григорій Кобаль, Леонід Косматов
- Художник — Олександр Родченко